# Całogost
Całogost (gr. Κελαγκαστος Kelagastos) – możny antyjski żyjący w połowie VI wieku, syn Idaridziosa i brat Mezamira, znany jedynie ze wzmianki w relacji Menandra Protektora.